# 綾部惣兵衛

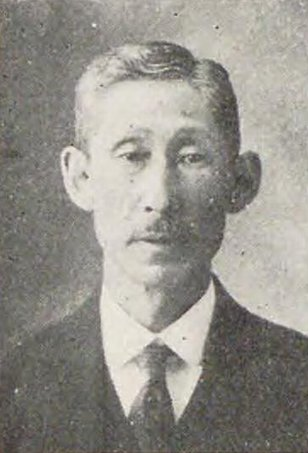
綾部惣兵衛

綾部 惣兵衛（あやべ そうべえ、慶応3年6月6日（1867年7月7日） - 大正12年（1923年）10月5日）は、日本の衆議院議員（憲政本党→立憲国民党→立憲同志会→憲政会）。薬剤師。

## 経歴
武蔵国入間郡川越町（現在の埼玉県川越市）出身。東京帝国大学医科大学製薬科や日本薬学校で薬学を学んだ後、郷里に薬局を開き、後には日本薬剤師会埼玉支部長となった。また川越町会議員、入間郡会議員、同参事会員、埼玉県会議員、同参事会員に選出された。
1908年（明治41年）、第10回衆議院議員総選挙に出馬し、当選。第14回に至るまで4回当選を果たした。
その他に川越商業会議所副会頭を務め、また日本薬剤株式会社取締役、帝国化学製麻株式会社取締役、中武銀行取締役、関東印刷株式会社取締役、東日本炭鉱株式会社監査役を務めた。